# Ligne de chemin de fer Domodossola-Locarno
La Ligne de chemin de fer Domodossola-Locarno (en Italien, Ferrovia Domodossola-Locarno), appelée Vigezzina en Italie et Centovallina en Suisse, est une ligne ferroviaire internationale à écartement métrique qui relie Domodossola, au Piémont à Locarno, dans le canton du Tessin. La ligne traverse le val Vigezzo en Italie et les Centovalli en Suisse.
Elle est exploitée conjointement par la compagnie italienne Società Subalpina di Imprese Ferroviarie (SSIF) et la suisse Ferrovie Autolinee Regionali Ticinesi (FART).

## Histoire
En 1898, le maire de Locarno, Francesco Balli, demande à la Confédération une concession pour construire et exploiter cette ligne. Ensuite, il demande à l'Italie la garantie du raccordement à Crevoladossola, lorsque les travaux du tunnel du Simplon du chemin de fer du Simplon, seront achevés. Le 19 octobre 1898 est constitué le Comitato d'azione per la ferrovia da Locarno à Domodossola. Le financement reste néanmoins un problème, en raison de la topographie de la vallée. En 1904, pour réduire les coûts, est envisagé un chemin de fer à crémaillère pour permettre de surmonter le dénivelé d'environ 500 mètres entre le Val d'Ossola et le haut plateau du Val Vigezzo, combiné avec un tramway électrique pour desservir les villages du plateau de Santa Maria Maggiore. En 1905, la Confédération s'engageant à couvrir 30 % des coûts de construction, permet à Francesco Balli, avec l'appui côté italien d'Alfredo Falcioni et d'Andrea Testore, de proposer un projet se caractérisant par l'adoption de la voie métrique et de la traction électrique. Durant cette période, le royaume d'Italie se montre néanmoins réticent pour des raisons de sécurité nationale, mais en 1908, le royaume d'Italie se montre plus conciliant. En 1909, sont confiés les travaux à l'ingénieur suisse Giacomo Sutter qui constate que les coûts seront quatre fois plus importants que prévu, néanmoins le projet continue. Les autorisations nécessaires furent accordées en 1910-1911. En Suisse, la gestion est confiée à la Società per les ferrovie Regionali Ticinese (FRT), et du côté italien, à la Società Subalpina di Imprese Ferroviarie (SSIF). En 1912, commencent les travaux du côté italien, et en 1913 du côté Suisse, mais en 1914 débute la Première Guerre mondiale qui voit les travaux s'arrêter. 
Le 12 novembre 1919, est signée par le Conseil fédéral et le roi d'Italie Victor-Emmanuel III, la Convention entre la Suisse et l'Italie concernant un chemin de fer électrique à voie étroite de Locarno à Domodossola. En 1921, les travaux reprennent pour s'achever le 27 mars 1923, lorsque les deux équipes se rencontrent pour poser les rails à Santa Maria Maggiore. L'inauguration eu lieu le 25 novembre 1923.

## Caractéristiques[4]
- Longueur : 52,183 km (32,300 en Italie et 19,883 en Suisse)
- Ouvrage d'art : 83 ponts et viaducs (47 en Suisse et 34 en Italie), 34 tunnels
- Matériel roulant en 1927 : 6 locomotives électriques Abe 4/4 de 324 kW de puissance, 8 wagons, 24 wagons de marchandises
- Différence de hauteur : gare de Locarno : 204,43 m, bord du lac Majeur : 195,50 m, gare de Domodossola : 267,00 m, frontière : 552,04, gare la plus haute : Santa Maria Maggiore : 836 m
- Pente : maximum 60 pour mille[5]